# Sàlibes
Els sàlibes són una ètnia originària que habita en Colòmbia i Veneçuela. Sumen 4.783 individus a Colòmbia i 344 individus a Veneçuela.

## Territoris
A Colòmbia habiten a Casanare (Orocué, Hato Corozal i Paz de Ariporo), Meta (Puerto Gaitán) i Vichada [Santa Rosalía). Al municipi d'Orocué existeixen 8 resguardos: Macucuana, Saladillo, Paravare, El Consejo, El Suspiro, San Juanito, El Médano i El Duya. En total sumen unes 40.000 hectàrees. A Veneçuela viuen al nord de l'Estat Amazones i es troben en procés d'assimilació.

## Economia
Viuen de l'agricultura, pesca, caça i elaboració d'artesanies. Conreen principalment iuca amarga, de la qual elaboren casabe i "fariña" (farina torrada); també nyams, moniato, plàtan, blat de moro, canya de sucre, diversa fruites, plantes per a fibra i per a colorants. Tenen ramaderia i avicultures. Els productes rituals com el yopo, el capi, el tabac, les resines i colorants, funcionen com a objectes d'intercanvi. La sestejaria és treball dels homes i la terrisseria de les dones. Venen a comerciants i turistes ceràmiques, calders, budares, talles de fusta i cistelleria.

## Cosmogonia
Pulu va ensenyar als Sàliba a conrear la terra, a caçar; va ensenyar resos per curar-se de les malalties, secrets de les plantes, el respecte per la naturalesa; valors de generositat, compartir, amor pels animals, cura i pasturatge del bestiar; també defensar-se dels atacs d'enemics. L'home Sàliba descendent de la Mare Terra, està fet de la pols que Pulú va bufar pel nas i després apareix la dona.

## Llengua
Parlen el sàliba, una llengua de la família sàliba, emparentat amb el piaroa.

## Els sàlibes i els seus costums
Alexander von Humboldt descriu als sàliba als seus Viatges a les Regions Equinoccials. Entre altres coses, escriu que els sáliba, al contrari que els grups caribes com els maquinizares, es pintaven tot el cos i no sols la cara.
Humboldt diu:
| « | La regió d'hàbitat original [dels sáliba] sembla ser la riba occidental de l'Orinoco entre el riu Vichada i el Guaviare, així com entre el riu Meta i el riu Pauto. Actualment es troben sálibes no sols a Carichana, sinó a les missions de la província Casanare, a Cabapuna, Guanapalo, Cabiuna i Macuco. Aquest últim poble, fundat pel jesuïta fra Manuel Román en 1730, té 1300 habitants. Els sàlives són un poble acollidor, dolç, gairebé tímid i més fàcil, no diria de civilitzar, però sí de controlar que uns altres a l'Orinoco. Per a escapar del domini dels caribs, es van deixar instal·lar amb més facilitat en les primeres missions jesuïtes. Els pares lloen també amb freqüència en els seus escrits el seu racionament i la seva capacitat d'aprenentatge. Els sàlibes estimen molt la música; des dels temps més remots toquen trompetes de terra cuita que tenen uns quatre a cinc peus de llarg i diverses extensions en forma de bales que estan unides per tubs estrets. Aquestes trompetes emeten un to molt trist. Els jesuítas han sabut usar afortunadament la tendència natural dels sálibas per a la música instrumental i fins i tot després de l'eliminació de la Societat de Jesús els missioners del riu Meta a San Miguel de Macuco han mantingut la bella música eclesiàstica i les classes de música per a la joventut. Fa poc un viatger va veure, per a la seva sorpresa, els aborígens tocant violins, violoncellos, triangles, guitarres i flautes. | » |